# Tonstad
Tonstad este o localitate din comuna Sirdal, provincia Vest-Agder, Norvegia, cu o suprafață de 1,01 km² și o populație de 846 locuitori (2013).